# Serge Bolley
Serge Bolley (né le 3 décembre 1944 à Villeurbanne) est un coureur cycliste français, présent dans les pelotons professionnels de 1967 à 1972.

## Biographie
Outre sa victoire d'étape dans le Tour de Majorque en 1967, il prend la troisième place dans la quatrième étape du Tour de France 1968.
En 1969, il termine deuxième de la cinquième étape du Tour d'Espagne.
Il a été coéquipier de Jacques Anquetil.

## Palmarès

### Palmarès amateur
- 1963
  - 4e étape du Tour des Bouches-du-Rhône

- 1964
  - 4e étape du Trophée Nice-Matin

- 1965
  - 2e étape du Tour des Bouches-du-Rhône

- 1966
  - 4e étape du Tour du Roussillon
  - Souvenir Veynes-Berthet
  - 2e du Circuit de la Sarthe
  - 2e du Tour du Vaucluse

### Palmarès professionnel
- 1967
  - 1re étape du Tour de Majorque

- 1968
  - 2e du Trofeo Jaumendreu
  - 10e du Rund um den Henninger Turm

- 1970
  - 1reb étape du Tour de Catalogne (contre-la-montre par équipes)

## Résultats sur les grands tours

### Tour de France
3 participations
- 1968 : 48e
- 1969 : abandon (2e étape)
- 1972 : abandon (16e étape)

### Tour d'Espagne
2 participations
- 1967 : 68e
- 1969 : 36e

### Tour d'Italie
1 participation
- 1968 : 23e